# 李代沫
李代沫（1988年5月9日 - ）は、黒竜江省出身の中国の男性歌手。

## 人物
| 国籍           | 中国         | 出生地   | 黒竜江省                                       |
| 名前           | 李代沫       | 生年月日 | 1988年5月9日                                   |
| 大学を卒業する | 沈阳音楽学院 | 音楽作品 | 《我的歌声里》、《傻瓜》、《到不了》、《遗憾》 |

## 略歴
2012年に浙江卫星テレビ「中国いい声」コンテストに参加し、刘歓组14强を获得。2012年11月28日、李テセラは北京で契約した。2012年12月28日にデビューアルバム「僕の歌声に」をリリース。2013年7月2日にアルバム『敏感な人』をリリースし、2013年7月27日にソロ初ライブを行った。同年、青春励志映画『中国のいい声之は君のために翻る』に主演し、劇中で男役の李子揚を演じる。12月5日に発売されたEP『愛なんてさっきほどいいものじゃない』。2014年1月30日中央テレビネットワーク「春晩」に出席。